# Oxyopes abebae
Oxyopes abebae là một loài nhện trong họ Oxyopidae.
Loài này thuộc chi Oxyopes. Oxyopes abebae được Embrik Strand miêu tả năm 1906.